# Batterij van Vulmix
De Batterij van Vulmix (Frans: Batterie de Vulmix) is een vestingwerk in de Franse Alpen, in de gemeente Bourg-Saint-Maurice in het departement Savoie. Het bevindt zich op 1065 meter hoogte nabij het gehucht Vulmix en overziet de stadskern van Bourg-Saint-Maurice. De trapezevormige batterij werd eind 19e eeuw gebouwd als deel van de Franse fortificatie van de Savoie, samen met onder andere het Fort du Truc en Blockhaus de la Platte, ter verdediging van de Kleine Sint-Bernhardpas. De batterij werd bemand tijdens de Eerste Wereldoorlog en opnieuw tijdens de Tweede Wereldoorlog als onderdeel van de Maginotlinie. Nadien werd het 7e bataljon chasseurs alpins gehuisvest in barakken ten westen van de eigenlijke batterij; tot zij de site in 2011 verlieten. Het vestingwerk kan bezocht worden met een gids.